# Уолгер, Соня
Со́ня Уо́лгер (англ. Sonya Walger; род. 6 июня 1974, Хампстед, Лондон) — английская телевизионная актриса, наиболее известная по ролям в сериалах ABC «Остаться в живых» и «Вспомни, что будет».

## Ранние годы
Уолгер родилась в Хампстеде, Лондон, в семье британки и аргентинца. Она изучала английскую литературу в учредительном колледже Церковь Христа от Университета Оксфорда и получила диплом с отличием.

## Карьера
Уолгер появилась в ряде британских телевизионных шоу, прежде чем в 2001 году дебютировать на американском телевидении в сериале HBO «Разум женатого мужчины». Затем она снялась в американской версии сериала «Любовь на шестерых», транслировавшейся в 2003 году, а с тех пор имела второстепенные роли в «C.S.I.: Место преступления Нью-Йорк», «Узнай врага» и «Терминатор: Битва за будущее». С 2006 по 2010 год у неё была второстепенная роль в сериале ABC «Остаться в живых».
В 2007 году Уолгер исполнила одну из главных ролей в сериале HBO «Скажи мне, что любишь меня», неоднозначно воспринятого критиками. Затем она снялась в недолго просуществовавших сериалах «Вспомни, что будет» (ABC, 2009—2010) и «Общее дело» (USA Network, 2012). В 2013-14 годах у Уолгер была второстепенная роль в «Родители». В 2014 году она появилась в сериале Шонды Раймс «Скандал». В следующем году Уолгер получила регулярную роль злодейки в её новом сериале, «Улов».

## Личная жизнь
С июля 2009 года Соня замужем за сценаристом и продюсером Дейви Холмсом. У супругов есть двое детей — дочь Билли Рози Холмс (род. 14.03.2013) и сын Джейк Холмс (род. 2015).
23 мая 2013 года Уолгер получила гражданство США.

## Фильмография
| Год       | Название на русском                  | Название на английском                  | Роль                                    | Примечания                                                                                          |
| --------- | ------------------------------------ | --------------------------------------- | --------------------------------------- | --------------------------------------------------------------------------------------------------- |
| 1998      | Тепло Солнца                         | Heat of the Sun                         | Хильде Ван дер Вёрст                    | Эпизод: «The Sport of Kings»                                                                        |
| 1998      | Мосли                                | Mosley                                  | Барбара Хатчинсон                       | Эпизод: «Breaking the Mould»                                                                        |
| 1998      | Убийства в Мидсомере                 | Midsomer Murders                        | Бекки Смит                              | Эпизод: «Death of a Hollow Man»                                                                     |
| 1999      | Вице                                 | The Vice                                | Эмма                                    | Эпизод: «Dabbling»                                                                                  |
| 1999      | Ноев ковчег                          | Noah’s Ark                              | Мириам                                  | Мини-сериал                                                                                         |
| 1999      | Спокойной ночи, дорогая              | Goodnight Sweetheart                    | Флик                                    | 3 эпизода                                                                                           |
| 1999      | Зона опасности                       | Dangerfield                             | Анна Моголлон Кабрера                   | Эпизод: «Diminished Responsibility»                                                                 |
| 1999      | Вся королевская рать                 | All the King’s Men                      | Леди Фрэнсис                            | Телевизионный фильм                                                                                 |
| 2000      | Эйзенштейн                           | Eisenstein                              | Зина                                    | |
| 2001      | В поисках Джона Гиссинга             | The Search for John Gissing             | Сестра Мэри                             | |
| 2001—2002 | Разум женатого мужчины               | The Mind of the Married Man             | Донна Барнс                             | Регулярная роль, 20 эпизодов                                                                        |
| 2003      | Любовь на шестерых                   | Coupling                                | Салли Харпер                            | Регулярная роль, 10 эпизодов                                                                        |
| 2004      | Библиотекарь: В поисках копья судьбы | The Librarian: Quest for the Spear      | Николь Нун                              | Телевизионный фильм Номинация — Премия «Сатурн» за лучшую женскую роль второго плана на телевидении |
| 2004      | Grand Theft Auto: San Andreas        | Grand Theft Auto: San Andreas           | пешеход                                 | Голос                                                                                               |
| 2004—2006 | C.S.I.: Место преступления Нью-Йорк  | CSI: NY                                 | Джейн Парсонс                           | 10 эпизодов                                                                                         |
| 2005—2006 | Узнай врага                          | Sleeper Cell                            | Патриция Серксер                        | 4 эпизода                                                                                           |
| 2006      | Кофейня                              | Caffeine                                | Глория                                  | |
| 2006      | 4исла                                | Numb3rs                                 | Сьюзан Берри                            | Эпизод: «All’s Fair»                                                                                |
| 2006—2010 | Остаться в живых                     | Lost                                    | Пенелопа «Пенни» Уидмор / Хьюм / Милтон | 15 эпизодов Номинация — Премия «Сатурн» за лучшую гостевую роль (2009)                              |
| 2007      | Скажи мне, что любишь меня           | Tell Me You Love Me                     | Кэролин                                 | Регулярная роль, 10 эпизодов                                                                        |
| 2008      | Сладкие слова для моих ушей          | Sweet Nothing in My Ear                 | Джоанна Тейт                            | Телевизионный фильм                                                                                 |
| 2008      | Терминатор: Битва за будущее         | Terminator: The Sarah Connor Chronicles | Мишелль Диксон                          | 5 эпизодов                                                                                          |
| 2009—2010 | Вспомни, что будет                   | FlashForward                            | Оливия Бенфорд                          | Регулярная роль, 22 эпизода                                                                         |
| 2010      | Лечение                              | In Treatment                            | Джулия                                  | 3 эпизода                                                                                           |
| 2012      | Закон и порядок: Специальный корпус  | Law & Order: Special Victims Unit       | Энн Барнс                               | Эпизод: «Father Dearest»                                                                            |
| 2012      | Общее дело                           | Common Law                              | Доктор Элис Райан                       | Регулярная роль, 12 эпизодов                                                                        |
| 2012      | Фабрика                              | The Factory                             | Шелли                                   | |
| 2013      | Экзамен для двоих                    | Admission                               | Хелен                                   | |
| 2013      | Пасадина                             | Cold Turkey                             | Линдсей                                 | |
| 2013—2014 | Родители                             | Parenthood                              | Мередит Пит                             | 6 эпизодов                                                                                          |
| 2014      | Хорошая сестра                       | The Good Sister                         | Кейт и Линда                            | Телевизионный фильм                                                                                 |
| 2014      | Скандал                              | Scandal                                 | Кэтрин Уинслоу                          | Эпизоды: «Inside the Bubble» и «The Key»                                                            |
| 2014      | Элементарно                          | Elementary                              | Анджела Уайт                            | Эпизод: «The Five Orange Pipz»                                                                      |
| 2014      | Игрок                                | The Gambler                             | Анджелика                               | Не указана в титрах                                                                                 |
| 2014—2015 | Власть в ночном городе               | Power                                   | Мэделин Стерн                           | 4 эпизода                                                                                           |
| 2015      | Эскорт                               | The Escort                              | Саманта                                 | |
| 2015      | Скорпион                             | Scorpion                                | Оливия Кромвель                         | Эпизод: «US vs UN vs UK»                                                                            |
| 2015      | Ещё жизнь                            | Still Life                              | Диана                                   | |
| 2015      | Оставленные                          | The Leftovers                           | доктор Эллисон Херберт                  | Эпизод: «Линза», голос                                                                              |
| 2016      | Улов                                 | The Catch                               | Марго Бишоп                             | Регулярная роль                                                                                     |
| 2018      | Анон                                 | Anon                                    | Кристен                                 | |
| 2019      | Ради всего человечества              | For All Mankind                         | Молли Кобб                              | 5 эпизодов                                                                                          |